# Iukhnov
Iukhnov (em russo:  Ю́хнов) é uma cidade e o centro administrativo do distrito de Iukhnovski no Oblast de Kaluga, na Rússia.
Localizada junto ao rio Kunava (parte da bacia do rio Oka), ela fica a 85 quilômetros a noroeste de Kaluga, o centro administrativo do oblast.

## História
Iukhnov é conhecido desde 1410. estado da cidade foi concedido a ele em 1777. Durante a Segunda Guerra Mundial, a cidade foi ocupada pelos alemães de 5 de outubro de 1941 a 5 de março de 1942.

## Estatutos administrativo e municipal
No âmbito das divisões administrativas russas, Iukhnov serve como o capital do distrito de Iukhnovski, ao qual está diretamente subordinada. No âmbito da divisão municipal, a aglomeração urbana de Iukhnov corresponde ao estabelecimento urbano de Iukhnov, que é parte do distrito municipal de Iukhnovski.